# A Warhammer 40 000-regények listája
Az 1987-es Warhammer 40 000 megjelenést követően a Games Workshop megkezdte a háttértörténeti könyvek kiadását, ezzel kibővítve az univerzumot, annak karaktereit, s világformáló eseményeit.
1997-től a háttérirodalommal kapcsolatos könyvek zöme a Black Library kiadványaként jelent meg. Egy bővülő írói csoport szerzi a mind újabb irodalmi alkotásokat, melyek többek között nyomtatott, digitális, illetve audió formában is elérhetőek. A legtöbb kiadvány egy nevesített széria része, így a regények, novellák, rövid történetek, képregények, illetve a hangoskönyvek is.  

## Warhammer 30,000

### Hórusz Eretnekség
A Hórusz Eretnekség egy sötét, távoli jövőben játszódó, katonai űropera, ami az emberi birodalomban kialakuló polgárháború eseményeit követi, melyek  javarészt felelősek a későbbi disztópikus  tudományos fantasy  univerzum kialakulásáért. Az Eretnekség, mint központi konfliktus jelenik meg a Warhammer háttértörténetében. A káosz egy merényletet szervez az Impérium vezére és alapítója megdöntésére, lázadást szítva akarja elpusztítani az emberek terjeszkedő birodalmát, s benne a rejtélyes császárt. A történet középpontjában a 21 primarcha, a császár genetikailag létrehozott fiai állnak, kik a genetikailag módosított transz humánok, az űrgárdisták légióit vezetik. Ám a konfliktus őket is megosztotta, döntésük alapján árulóvá, vagy lojalistává váltak.
A széria regényekből, illetve regény hosszúságú antológiákból áll, melyeket több író alkotott. A sorozat új karaktereket is felvonultat, a már ismert történetek szereplői mellett, kiknek  fontos szerepe lesz a polgárháború utáni univerzumban.
Az első három könyv a sorozat nyitó trilógiája, melyben megismerhetünk néhány eseményt, mely a konfliktus eredetét mutatja be, illetve olyan okokat, mely a háború kirobbanásához vezetett. A történet középpontjában a fő antagonista, Hórusz primarcha áll. Az események két évet ölelnek fel, melynek nagy része a lázadás előtti időkben játszódik. A trilógiát követő könyvek, időben nem lineáris sorrendben követik az eretnekség történetét. Tehát a nyitó trilógiától eltekintve az adott kötet az időben korábbi eseményeket is bemutathat, vagy a távolabbi történeteket meséli el.
A történetek többsége 31. évezredben játszódik, míg a Warhammer 40 000-es elbeszélések a 41.ezredben zajlanak. A Hórusz Eretnekség történetei következetesen a konfliktus hátterét mutatják be, ezekből néhány évszázadokkal korábbi eredetű. Ha szigorúbban vesszük a háború kevesebb, mint egy évszázad alatt zajlott le, bár ezt a könyvek inkább csak sugallják, mintsem állítják ezt.

#### regénysorozat
A sorozat fordítása folyamatban van, jelenleg 26 könyv jelent meg magyarul a TUAN kiadó gondozásában.
·        01 - Hórusz felemelkedése, Dan Abnett (2006)
·        02 - Hamis Istenek, Graham McNeill (2006)
·        03 - Lángoló Galaxis, Ben Counter (2006)
·        04 - Az Eisenstein útja, James Swallow (2007)
·        05 - Fulgrim, Graham McNeill (2007)
·        06 - Angyalok eljövetele, Mitchell Scanlon (2007)
·        07 - Légió, Dan Abnett (2008)
·        08 - Harc a Mélységért, Ben Counter (2008)
·        09 - Mechanicum, Graham McNeill (2008)
·        10 - Az Eretnekség történetei, szerkt. Nick Kyme és Lindsey Priestley (antológia) (2009)
·        11 - Bukott Angyalok, Mike Lee (2009)
·        12 - Ezer Fiak, Graham McNeill (2010)
·        13 - Nemezis, James Swallow (2010)
·        14 - Az első eretnek, Aaron Dembski-Bowden (2010)
·        15 - Prospero lángokban, Dan Abnett (2011)
·        16 - A Sötétség Kora, szerk. Christian Dunn (antológia) (2011)
·        17- Kitaszított Holtak, Graham McNeill (2011)
·        18- Elveszett Feloldozás, Gav Thorpe (2012)
·        19 - Félelem nélkül, Dan Abnett (2012)
·        20 - Primarchák, szerk. Christian Dunn (antológia) (2012)
·        21 - Rettegett Lépés, James Swallow (2012)
·        22 - Az Árulás Árnyai, szerk. Nick Kyme és Christian Dunn (antológia) (2012)
·        23 - Angelus Exterminatus, Graham McNeill (2013)
·        24 - Az áruló szerk, Aaron Dembski-Bowden (2013)
·        25 - Calth jele, szerk. Laurie Goulding (antológia) (2013)
·        26 - Vulkan Él szerk, Nick Kyme (2013)
·        27 - Elfeledett birodalom, Dan Abnett (2014)
·        28 - hegek, Chris Wraight (2014)
·        29 - Bosszúálló szellem, Graham McNeill (2014)
·        30 - Pythos végzete, David Annandale (2014)
·        31 - Legacies of Betrayal, szerk. Graham McNeill, Aaron Dembski-Bowden, Nick Kyme és sokan mások (antológia) (2015)
·        32 - Deathfire, Nick Kyme (2015)
·        33 - War Without End, David Annandale, Aaron Dembski-Bowden, Gav Thorpe és sokan mások (antológia) (2016)
·        34 - Pharos, Guy Haley (2016)
·        35 - Eye of Terra, Graham McNeill, Nick Kyme, Gav Thorpe és sokan mások (antológia) (2016)
·        36 - The Path of Heaven, Chris Wraight (2016)
·        37 - The Silent War, James Swallow, Chris Wraight, John French, Anthony Reynolds é sokan mások (antológia) (2016)
·        38 - Angels of Caliban, Gav Thorpe (2016)
·        39 - Praetorian of Dorn, John French (2016)
·        40 - Corax, Gav Thorpe (antológia) (2016)
·        41 - The Master of Mankind, Aaron Dembski-Bowden (2016)
·        42 - Garro, James Swallow (antológia) (2017)
·        43 - Shattered Legions, szerk. Laurie Goulding (antológia) (2017)
·        44 - The Crimson King, Graham McNeill (2017)
·        45 - Tallarn, John French (antológia) (2017)
·        46 - Ruinstorm, David Annandale (2017)
·        47 - Old Earth, Nick Kyme (2017)
·        48 - The Burden of Loyalty, szerk. Laurie Goulding (antológia) (2018)
·        49 - Wolfsbane, Guy Haley (2018)
·        50 - Born of Flame, Nick Kyme (antológia) (2018)
·        51 - Slaves to Darkness, John French (2018)
·        52 - Heralds of the Siege, szerk. Nick Kyme és Laurie Goulding (antológia) (2018)
·        53 - Titan Death, Guy Haley (2018)
·        54 - The Buried Dagger, James Swallow (2019)

#### Siege of Terraregénysorozat
A sorozat fordítása folyamatban van, jelenleg 2 könyv jelent meg magyarul a TUAN kiadó gondozásában.
- 01 - Háború a naprendszerben szerk, John French (2019)
- 02 - Elveszettek és kárhozottak szerk,Guy Haley (2019)
- 03 - The First Wall, Gav Thorpe (2020)

#### Hórusz Eretnekség: Primarcháksorozat
A sorozat fordítása még nem kezdődött el.
- Roboute Guilliman: Lord of Ultramar, David Annandale (novella) (2016)
- Leman Russ: The Great Wolf, Chris Wraight (novella) (2017)
- Magnus the Red: Master of Prospero, Graham McNeill (novella) (2017)
- Perturabo: The Hammer of Olympia, Guy Haley (novella) (2017)
- Lorgar: Bearer of the Word, Gav Thorpe (novella) (2017)
- Fulgrim: The Palatine Phoenix, Josh Reynolds (novella) (2018)
- Ferrus Manus: The Gorgon of Medusa, David Guymer (novella) (2018)
- Jaghatai Khan: Warhawk of Chogoris, Chris Wraight (novella) (2018)
- Vulkan: Lord of Drakes, David Annandale (novella) (2018)
- Corax: Lord of Shadows, Guy Haley (novella) (2018)

- Sons of the Emperor, több szerző (antológia) (2018)

- The Lords of Terra, több szerző (hangoskönyv) (2018)

- Angron: Slave of Nuceria, Ian St. Martin (novella) (2019)
- Konrad Curze: The Night Haunter, Guy Haley (novella) (2019)

#### Novellák
- Promethean Sun, Nick Kyme (limitált kiadás) (2011) ... 50. könyvben is szerepel
- Aurelian, Aaron Dembski-Bowden (limitált kiadás) (2011) ... 35. könyvben is szerepel
- A törött tükörkép, Graham McNeill (e-book formában is elérhető) (2012)     ... 20. könyvben is szerepel
- Vasfegyelem, Nick Kyme (e-book formában is elérhető) (2012) ... 20. könyvben is szerepel
- Az Oroszlán, Gav Thorpe (e-book formában is elérhető) (2012) ... 20. könyvben is szerepel
- A mélyben, Rob Sanders (e-book formában is elérhető) (2012) ... 220. könyvben is szerepel
- A karmazsin ököl, John French (e-book formában is elérhető) (2012) ... 22. könyvben is szerepel
- Brotherhood of the Storm, Chris Wraight (limitált kiadás) (2012) ... 31. könyvben is szerepel
- Corax: Soulforge, Gav Thorpe (limitált kiadás) (2013) ... 40. könyvben is szerepel
- Scorched Earth, Nick Kyme (novella) (2013) ... 50. könyvben is szerepel
- Macragge's Honour, Dan Abnett (limitált képregény) (2013)
- Tallarn: Executioner, John French (novella) (2013) ... 45. könyvben is szerepel
- Ravenlord, Gav Thorpe (novella) (2014) ... 40. könyvben is szerepel
- The Purge, Anthony Reynolds (limitált kiadás) (2014) ... 37. könyvben is szerepel
- The Seventh Serpent, Graham McNeill (limitált kiadás) (2014) ... 43. könyvben is szerepel
- Tallarn: Ironclad, John French (limitált kiadás) (2015) ... 45. könyvben is szerepel
- Cybernetica, Rob Sanders (limitált kiadás) (2015) ... 48. könyvben is szerepel
- Wolf King, Chris Wraight (limitált kiadás) (2015) ... 48. könyvben is szerepel
- The Honoured, Rob Sanders (e-book formában is elérhető) (2015)
- The Unburdened, David Annandale (e-book formában is elérhető) (2015)
- Garro: Vow of Faith, James Swallow (limitált kiadás) ( 2015) ... 42. könyvben is szerepel
- Meduson: Ultimate Edition, több szerző (antológia, limitált kiadás) (2016) ... 43. könyvben is szerepel
- Weregeld, Gav Thorpe (exkluzív novella) (2016) ... 40. könyvben is szerepel
- Sons of the Forge, Nick Kyme (limitált kiadás) (2016) ... 50.könyvben is szerepel

#### Garrohangoskönyv sorozat
Készítette James Swallow.
- Garro: Oath of Moment (2010) ... 42. könyvben is szerepel
- Garro: Legion of One (2011) ... 42. könyvben is szerepel
- Garro: Burden of Duty (2012) ... 42. könyvben is szerepel
- Garro: Sword of Truth (2012) ... 42. könyvben is szerepel
- Garro: Shield of Lies (2014) ... 42. könyvben is szerepel
- Garro: Ashes of Fealty (2015) ... 42. könyvben is szerepel

#### Hangoskönyvek
- A Sötét Király, Graham McNeill (2008) ... 22. könyvben is szerepel
- A Villámtorony, Dan Abnett (2008) ... 22. könyvben is szerepel
- Holló Röpte, Gav Thorpe (2010) ... 22. könyvben is szerepel
- Butcher's Nails, Aaron Dembski-Bowden (2012) ... 31. könyvben is szerepel
- Grey Angel. John French (2012) ... 37. könyvben is szerepel
- A Varjúherceg, Aaron Dembski-Bowden (2012) ... 22. könyvben is szerepel
- Warmaster, John French (speciális kiadás) (2012) ... 31. könyvben is szerepel
- Strike and Fade, Guy Haley (speciális kiadás) (2012) ... 31. könyvben is szerepel
- Veritas Ferrum, David Annandale (speciális kiadás) (2012) ... 31. könyvben is szerepel
- The Sigillite, Chris Wraight (2013) ... 37. könyvben is szerepel
- Wolf Hunt, Graham McNeill (2013) ... 37. könyvben is szerepel
- Honour to the Dead, Gav Thorpe (2013) ... 31. könyvben is szerepel
- Censure, Nick Kyme (2013) ... 31. könyvben is szerepel
- Thief of Revelations, Graham McNeill (2013) ... 31. könyvben is szerepel
- Khârn: The Eightfold Path, Anthony Reynolds (speciális kiadás) (2013) ... 31. könyvben is szerepel
- Lucius: The Eternal Blade, Graham McNeill (speciális kiadás) (2013) ... 31. könyvben is szerepel
- Cypher: Guardian of Order, Gav Thorpe (speciális kiadás) (2013) ... 31. könyvben is szerepel
- Hunter's Moon, Guy Haley (2014) ... 31. könyvben is szerepel
- Wolf's Claw, Chris Wraight (2014) ... 31. könyvben is szerepel
- Master of the First, Gav Thorpe (2014) ... 35. könyvben is szerepel
- Templar, John French (2014) ... 37. könyvben is szerepel
- The Long Night, Aaron Dembski-Bowden (2015) ... 35. könyvben is szerepel
- The Eagle's Talon, John French (2015) ... 35. könyvben is szerepel
- Iron Corpses, David Annandale (2015) ... 35. könyvben is szerepel
- Raptor, Gav Thorpe (2015) ... 40. könyvben is szerepel
- Red-Marked, Nick Kyme (2016) ... 35. könyvben is szerepel
- The Heart of the Pharos, L.J. Goulding (2016) ... 48. könyvben is szerepel
- Echoes of Imperium, Andy Smillie, Nick Kyme, C.Z. Dunn & Gav Thorpe (antológia mely magába foglalja a következő címeket: "The Herald of Sanguinius" (35. könyvben is szerepel), "Stratagem" (35. könyvben is szerepel), "The Watcher" (37. könyvben is szerepel), "The Shadowmasters" (40. könyvben is szerepel) (2016)
- Children of Sicarus, Anthony Reynolds (2016) ... 52. könyvben is szerepel
- The Thirteenth Wolf, Gav Thorpe (2016) ... 48. könyvben is szerepel
- Virtues of the Sons / Sins of the Father, Andy Smillie (2017) ... 33. és  35. könyvben is szerepel
- The Binary Succession, David Annandale (2017) ... 48. könyvben is szerepel
- Echoes of Revelation, Dan Abnett, Chris Wraight & Gav Thorpe (antológia mely magába foglalja a következő címeket:: "Perpetual" (48. könyvben is szerepel), "The soul, severed" (52. könyvben is szerepel) & "Valerius" (52. könyvben is szerepel) (2017)
- Dark Compliance, John French (2017) ... 52. könyvben is szerepel
- Blackshields: The False War, Josh Reynolds (2017)
- Blackshields: The Red Fief, Reynolds (May 2018)
- Hubris of Monarchia, Andy Smillie (2018)
- Nightfane, Nick Kyme (2019)
- Blackshields: The Broken Chain, Josh Reynolds (2019)

#### Gyűjteményes kötetek
- Crusade's End (2016)

A kötet magába foglalja a Hórusz felemelkedése, Hamis Istenek, Lángoló Galaxis c. regényeket, The Wolf of Ash and Fire, Lord of the Red Sands, és az Egy Ezüstműves halála c. történeteket.
- The Last Phoenix (2016)

A kötet magába foglalja a Fulgrim, Angel Exterminatus c. könyveket, A karmazsin ököl, A törött tükörkép c. novellákat, illetve "The Phoenician", "Iron Within", "Imperfect", "Chirurgeon", "Lucius the Eternal Blade" c. történeteket.
- The Razing of Prospero (2016)

A kötet magába foglalja a Ezer Fiak, Prospero lángokban c. könyveket, illetve a "Howl of the Hearthworld", "Újjászületés", "Hunter's Moon" and "Thief of Revelations" c. történeteket.

### A Bestia felemelkedése

#### regénysorozat
- Én vagyok a Mészáros, Dan Abnett (2016)
- Ragadozó és Préda, Rob Sanders (2016)
- A Császár megköveteli, Gav Thorpe (2016)
- Az utolsó fal, David Annandale (2016)
- Trónvilág, Guy Haley (2016)
- A hosszú háború visszhangjai, David Guymer (2016)
- Vulkan nyomában, David Annandale (2016)
- A Bestiának pusztulnia kell, Gav Thorpe (2016)
- Halálőrség, David Annandale (2016)
- Dorn utolsó fia, David Guymer (2016)
- Ullanor árnyéka, Rob Sanders (2016)
- Tisztogatás, Guy Haley (2016)

## Warhammer 40,000

### Adeptus Mechanicus

#### A Mars Kohóisorozat
Trilógia, melynek fordítása folyamatban van.
- A mars papjai, Graham McNeill (1.rész) (2012)
- A Mars urai, Graham McNeill (2.rész) (2013)
- Gods of Mars, Graham McNeill (3.rész) (2014)

#### Két részes novella
- Adeptus Mechanicus : Skitarius,Rob Sanders (2015)
- Adeptus Mechanicus : Tech-Priest, Rob Sanders (2015)

#### Egyéb történetek
- Servants of the Machine-God, több szerző (antológia) (2018)

- Belisarius Cawl: The Great Work, Guy Haley (regény) (2019)

### Adeptus Titanicus
- Warlord: Fury of the God-Machine, David Annandale (regény) (2017)
- Imperator: Wrath of the Omnissiah, Gav Thorpe (regény) (2018)

### Alfa Légió
- Shroud of Night, Andy Clark (regény) (2017)
- Sons of the Hydra, Rob Sanders (regény) (2018)

### Bastion Wars
Szerezte Henry Zou.
- Emperor's Mercy (2009)
- Flesh and Iron (2010)
- Blood Gorgons (2011)

### Fekete Templomosok
Szerezte Jonathan Green.
- Crusade for Armageddon (2003)
- Conquest of Armageddon (2005)

### Vérangyalok

#### regénysorozat
Szerezte James Swallow.
- Deus Encarmine (2004)
- Deus Sanguinius (2005)
- Red Fury (2008)
- Black Tide (2010)

#### Egyéb történetek
- Heart of Rage (novella) (2009)
- Bloodline (novella) (2010)

- Bloodquest : Prisoners of the Eye of Terror (hangoskönyv) (2012)
- Bloodspire (hangoskönyv) (2013)

- Dante, Guy Haley (regény) (2017)

#### Mephistontrilógia
Szerezte Darius Hinks.
- Blood of Sanguinius (1. rész) (2017)
- The Revenant Crusade (2. rész) (2018)
- City of Light (3. rész) (2019)

### Carcharodons
- Red Tithe, Robbie MacNiven (1. rész) (2017)
- Outer Dark, Robbie MacNiven (2. rész) (2018)

### Káosz Űrgárdisták

#### Abaddon the Despoilersorozat
- The Talon of Horus, Aaron Dembski-Bowden (1. rész) (2014)
- Black Legion, Aaron Dembski-Bowden (2. rész) (2017)

#### Ahzek Ahrimansorozat
- Exile, John French (1. rész) (2013)
- Sorcerer, John French (2. rész) (2014)
- Unchanged, John French (3. rész) (2016)

#### Khârn the Betrayer
- Eater of Worlds, Anthony Reynolds (regény) (2015)

- The Red Path, Chris Dows (antológia) (2016)

#### Fabius Bile
- Primogenitor, Joshua Reynolds (1. rész) (2016)
- Clonelord, Joshua Reynolds (2. rész) (2017)

#### Lucius the Eternal
The Faultless Blade, Ian St. Martin (1. rész) (2017)

### Ciaphas Cain
Sandy Mitchell írói név alatt Alex Stewart szerezte sci-fi sorozat.

#### regénysorozat
- A Császárért (2003)
- Jégbarlangok (2004)
- Az Áruló Keze (2005)
- Dicsőség vagy halál (2006)
- Szólít a kötelesség (2007)
- Cain utolsó harca (2008)
- A Császár legjobbjai (2010)
- The Last Ditch (2012)
- The Greater Good (2013)
- Choose Your Enemies (2018)

#### Egyéb történetek
- Dead in the Water (hangoskönyv) (2011)

- Old Soldiers Never Die (novella) (2012)

### Commisar Yarrick
Szerezte David Annandale.
- Chains of Golgotha (novella) (2013)

- Imperial Creed (1. rész) (2015)
- The Pyres of Armageddon (2. rész) (2016)

### Karmazsin Öklök
- Legacy of Dorn, Mike Lee (regény) (2018)

### Sötét Angyalok

#### Legacy of Calibantrilógia
- Ravenwing, Gav Thorpe (2013)
- Master of Sanctity, Gav Thorpe (2014)
- The Unforgiven, Gav Thorpe (2015)

#### Egyéb történetek
- Eye of Terror, Barrington J. Bayley (regény) (1999)
- Angels of Darkness, Gav Thorpe (regény) (2003)

- Dark Vengeance, C.Z. Dunn (novella) (2012)

- The Book of the Lion, various (antológia) (2013)
- Lords of Caliban, Gav Thorpe (antológia) (2015)

### Sötét Eldák
Szerezte Andy Chambers.

#### Regény trilógia
- Path of the Renegade (2012)
- Path of the Incubus (2013)
- Path of the Archon (2014)

#### Egyéb történetek
- The Masque of Vyle (novella) (2013)

### Dark Heresy
Sandy Mitchell írói név alatt Alex Stewart szerezte.
- Scourge The Heretic ( 2008)
- Innocence Proves Nothing (2009)

### A háború hajnala

#### Regény trilógia
Szerezte Cassern S. Goto.
- A háború hajnala (2004)
- Ébredés (2005)
- Vihar (2006)

#### Egyéb történetek
- A háború hajnala 2., Chris Roberson (regény) (2009)
- Dawn of War 3, Robbie MacNiven (regény) (2017)

### Halálgárda
- The Lords of Silence, Chris Wraight (regény) (2018)

### Halálőrség
- Deathwatch, Steve Parker (1.rész) (2013)
- Shadowbreaker, Steve Parker (2.rész) (2019)

#### Kétrészes regény
Szerezte Cassern S. Goto.
- Warrior Brood (2005)
- Warrior Coven (2006)

#### Egyéb történetek
- Xenos Hunters, több szerző (antológia) (2012)
- Deathwatch: Ignition, több szerző (antológia) (2016)

- Deathwatch: The Last Guardian, C.Z. Dunn (hangoskönyv) (2016)

### Közelgő Vihar

#### regénysorozat
- Sötét Impérium, Guy Haley (1. rész) (2017)
- Járványháború, Guy Haley (2. rész) (2018)

#### Egyéb történetek
- Cadia Stands, Justin D. Hill (regény) (2017)
- The Lords Of Silence, Chris Wraight (regény) (2018)
- A Császár Lándzsája, Aaron Dembski-Bowden (regény) (2019)

- Lords and Tyrants, több szerző (antológia) (2019)

#### Cadian"sorozat"
Cadian Honour, Justin D. Hill (1. rész) (2019)

### Gaunt Szellemei
Szerezte Dan Abnett.

#### regénysorozat
- Első és Egyetlen (1999)
- Szellemgyártó (2000)
- Nekropolisz (2000)
- A becsület őre (2001)
- A Tanith ágyúi (2002)
- Puszta acél (2002)
- Sabbat mártír (2003)
- Az áruló (2004)
- Végső parancs (2005)
- Rendíthetetlenek (2006)
- Mindhalálig (2007)
- Vértestvérek (2009)
- Megváltás (2011)
- A Hadúr (2017)
- Anarch (2019)

#### Egyéb történetek
- Sabbat Világok (antológia) (2010)
- Sabbat Crusade (antológia) (2014)

- Kétfejű Sas (regény) (2004)
- Titanicus (regény) (2008)
- A Kígyó Testvérisége (regény) (2008)

#### Gyűjteményes kötet
- Az Alapítás, Dan Abnett (2007) (a kötet tartalmazza az "Első és Egyetlen", "Szellemgyártó", "Nekropolisz" c. regényeket, illetve a "Vesszőfutás", "Visszhang", "...Megcselekedtük, mit megkövetelt..." c. novellákat)
- The Saint, Dan Abnett (2007) (a kötet tartalmazza a "A becsület őre", "A Tanith ágyúi", "Puszta acél", "Sabbat mártír" c. regényeket.)
- The Lost, Dan Abnett (2012) (a kötet tartalmazza "Az áruló", "Végső parancs", "Rendíthetetlenek", "Mindhalálig" c. regényeket)
- The Victory: Part One, Dan Abnett (2018) (a kötet tartalmazza a "Vértestvérek", "Megváltás" c. regényeket, illetve a "Family", "You Never Know", "Ghosts and Bad Shadows", "Killbox" c. novellákat)

### Génorzó Kultisták
- Cult of the Warmason, C.L. Werner (1. rész) (2017)
- Cult of the Spiral Dawn, Péter Fehérvári (2. rész) (2018)

### Gothic war
Szerezte Gordon Rennie.
- Execution Hour (2001)
- Shadowpoint (2003)

### Szürke Lovagok

#### Regény trilógia
Szerezte Ben Counter.
- Grey Knights (2004)
- Dark Adeptus (2006)
- Hammer of Daemons (2008)

#### Egyéb történetek
- The Emperor's Gift, Aaron Dembski-Bowden (2012)

#### Castellan Crowesorozat
- Warden of the Blade, David Annandale (1. rész) (2016)
- Castellan, David Annandale (2. rész) (2018)

### Birodalmi Gárda

#### Regények
- Fifteen Hours, Mitchell Scanlon (2005)
- Death World, Steve Lyons (2006)
- Rebel Winter, Steve Parker (2007)
- Desert Raiders, Lucien Soulban (2007)
- Ice Guard, Steve Lyons (2009)
- Gunheads, Steve Parker (2009)
- Cadian Blood, Aaron Dembski-Bowden (2009)
- Redemption Corps, Rob Sanders (2010)
- Dead Men Walking, Steve Lyons (2010)
- Imperial Glory, Richard Williams (2011)
- Iron Guard, Mark Clapham (2012)
- Commissar, Andy Hoare (2013)
- Baneblade, Guy Haley (2013)
- Straken, Toby Frost (2014)
- Shadowsword, Guy Haley (2016)
- Becsületbeli ügy: Severina Raine, Rachel Harrison (2019)

#### Egyéb történetek
- Scions of Elysia, Chris Dows (hangoskönyv) (2017)
- Renegades of Elysia, Chris Dows (hangoskönyv) (2017)
- Martyrs of Elysia, Chris Dows (hangoskönyv) (2018)

- Taker of Heads, Ian St. Martin (hangoskönyv) (2018)

### Birodalmi Lovagok
- Kingsblade, Andy Clark (1. rész) (2017)
- Knightsblade, Andy Clark (2. rész) (2018)

### Inkvizítorok

#### Eisenhorn
Szerezte Dan Abnett.
- Xenos (2001)
- Malleus (2001)
- Hereticus (2002)
- The Magos (2018)

#### Ravenor
Szerezte Dan Abnett.
- Ravenor (2005)
- Ravenor visszatér (2006)
- Ravenor, a kívülálló (2008)

#### Bequin
A trilógiát szerezte Dan Abnett.
- Pária (Ravenor vs. Eisenhorn) (2012)

' 'Bűnbánó' ' (2018)

#### Czevak
Szerezte Rob Sanders.
- Necessary Evil (novella) (2011)

- Atlas Infernal (regény) (2011)

### Inkvizíció

#### Vaults of Terratrilógia
- The Carrion Throne, Chris Wraight (1. rész) (2017)
- The Hollow Mountain, Chris Wraight (2. rész) (2019)

#### The Horusian Warstrilógia
- Resurrection, John French (1. rész) (2017)
- Incarnation, John French (2. rész) (2018)

- Divination, John French (antológia) (2019)

#### Agent of the Thronehangoskönyv sorozat
- Blood & Lies, John French (2017)
- Truth & Dreams, John French (2018)
- Ashes & Oaths, John French (2019)

#### Watchers of the Thronetrilógia
- The Emperor's Legion, Chris Wraight (1. rész) (2017)
- The Regent's Shadow, Chris Wraight (2. rész) (2020)

#### Egyéb történetek
- Our Martyred Lady, Gav Thorpe (hangoskönyv) (2019)

- Rites of Passage, Mike Brooks (regény) (2019)

### Inkvizítor Trilógia
Szerezte Ian Watson.
- Inkvizítor (1990)
- Harlekin (1994)
- Káoszgyermek (1995)

#### Gyűjteményes kötet
- Ian Watson teljes Warhammer 40,000 univerzuma (2008)

### Vaskezek
- Iron Hands, Jonathan Green (regény) (2004)
- Medusan Wings, Matt Westbrook (novella) (2016)

- The Eye of Medusa, David Guymer (1. rész) (2017)
- The Voice of Mars, David Guymer (2. rész) (2018)

### Vasharcosok
Szerezte Graham McNeill - a történetek szorosan kötődnek az Ultramarines sorozathoz (lásd: 2.50).
- Storm of Iron (regény) (2002)

- Iron Warrior (novella) (2010)

### Last Chancers
Szerezte Gav Thorpe.
- Thirteenth Legion (2000)
- Kill Team (2001)
- Annihilation Squad (2004)
- Armageddon Saint (2019)

### Legends of the Dark Millennium
- Farsight, Phil Kelly (regény) (2015)
- Deathwatch, Ian St. Martin (regény) (2016)
- Genestealer Cults, Péter Fehérvári (regény) (2016)

- Ultramarines, több szerző(antológia 1.rész) (2016)
- Shas'o, több szerző(antológia 2.rész) (2016)
- Sons of Corax, George Mann (antológia 3.rész) (2016)
- Astra Militarum, több szerző(antológia 4.rész) (2016)
- Space Wolves, több szerző (antológia 5.rész) (2017)

### Macharian Crusade
- Angel of Fire, William King (2012)
- Fist of Demetrius, William King (2013)
- Fall of Macharius, William King (2014)

### Necromunda

#### regénysorozat
- Survival Instinct, Andy Chambers (2005)
- Salvation, Cassern S. Goto (2005)
- Blood Royal, Gordon Rennie és Will McDermott (2005)
- Junktion, Matthew Farrer (2005)
- Fleshworks, Lucien Soulban (2006)
- Cardinal Crimson, Will McDermott (2006)
- Back from the Dead, Nick Kyme (2006)
- Outlander, Matt Keefe (2006)
- Lasgun Wedding, Will McDermott (2007)
- Terminal Overkill, Justin D. Hill (2019)
- Sinner's Bounty, Josh Reynolds (2020)

#### Egyéb történetek
- Underhive, több szerző (antológia) (2019)

### Éjurak
Szerezte Aaron Dembski-Bowden.

#### regénysorozat
- Soul Hunter (2010)
- Blood Reaver (2011)
- Void Stalker (2012)

#### Egyéb történetek
- Shadow Knight (novella) (2009)
- The Dark Path (novella) (2009)

- Throne of Lies (hangoskönyv) (2010)

### Orkok
Prophets of Waaagh!, Guy Haley (hangoskönyv) (2018)

### Path of the Eldar
Szerezte Gav Thorpe.
- Path of the Warrior (2010)
- Path of the Seer (2011)
- Path of the Outcast (2012)

### Phoenix Lords
- Asurmen: Hand of Asuryan, Gav Thorpe (regény) (2016)

- Asurmen: The Darker Road, Gav Thorpe (hangoskönyv) (2017)

- Jain Zar: The Storm of Silence, Gav Thorpe (regény) (2017)

### Hollógárda
Szerezte George Mann.
- Hellion Rain (hangoskönyv) (2011)
- Labyrinth of Sorrows (hangoskönyv) (2012)

- The Unkindness of Ravens (novella) (2012)

- With Baited Breath (hangoskönyv) (2012)
- The Geld (hangoskönyv) (2017)
- Soulbound (hangoskönyv) (2018)

### Rise of the Ynnari
- Ghost Warrior, Gav Thorpe (1. rész) (2017)
- Wild Rider, Gav Thorpe (2. rész) (2018)

### Rogue Trader

#### Kétrészes regény
Szerezte Andy Hoare.
- Rogue Star (2006)
- Star of Damocles (2007)

#### Egyéb történetek
- Corsair: The Face of the Void, James Swallow (hangoskönyv) (2018)

#### Feketeszikla erődsorozat
- Feketeszikla erőd, Darius Hinks (regény) (2018)
- Vaults of Obsidian, "various" (antológia) (2019)

### Szalamandrák
Szerezte ick Kyme

#### Tome of firetrilógia
- Salamander (2009)
- Firedrake (2010)
- Nocturne (2011)

- Tome of Fire (antológia) (2012)

#### Circle of Firetrilógia
- Rebirth (2016)

### Shira Calpurnia
Szerezte Matthew Farrer.
- Crossfire (2003)
- Legacy (2004)
- Blind (2006)

### Ezüst Koponyák
Silver Skulls: Portents, S.P. Cawkwell (2015)

### A Csata Nővérei
Szerezte James Swallow.
- Faith and Fire (2006)
- Red and Black (hangoskönyv) (2011)
- Hammer and Anvil (2011)

#### Egyéb történetek
- Celestine, Andy Clark (regény) (2019)

#### Adepta Sororitassorozat
- Requiem Infernal, Péter Fehérvári (regény) (2019)
- Mark of Faith, Rachel Harrison (regény) (2019)

### Lélek Ivók
Szerezte Ben Counter.

#### regénysorozat
- Soul Drinker (2002)
- The Bleeding Chalice (2003)
- Crimson Tears (2005)
- Chapter War (2007)
- Hellforged (2009)
- Phalanx (2012)

#### Egyéb történetek
- Daenyathos (novella) (2010)

### Space Marine Battles

#### Regények és antológiák
- 01: Rynn's World, Steve Parker (2010)
- 02: Helsreach, Aaron Dembski-Bowden (2010)
- 03: The Hunt For Voldorius, Andy Hoare (2010)
- 04: The Purging of Kadillu, Gav Thorpe (2011)
- 05: The Fall of Damnos, Nick Kyme (2011)
- 06: Battle of the Fang, Chris Waight (2011)
- 07: The Gildar Rift, Sarah Cawkwell (2011)
- 08: Catechism of Hate (Novella) Gav Thorpe (2012)
- 09: Legion of the Damned, Rob Sanders (2012)
- 10: Architect of Fate, több szerző (ez az antológia tartalmazza a/z "Accursed Eternity, Endeavour of Will, Fateweaver, Sanctus" c. novellákat) (2012)
- 11: Wrath of Iron, Chris Wraight (2012)
- 12: The Siege of Castellax, C.L. Werner (2012)
- 13: The Death of Antagonis, David Annandale (2013)
- 14: The Death of Integrity, Guy Haley (2013)
- 15: Malodrax,Ben Counter (2014)
- 16: Overfiend, David Annandale (ez az antológia tartalmazza a/z "Stormseer, Shadow Captain, Forge Master" c. novellákat) (2014)
- 17: Pandorax, C.Z. Dunn (2014)
- 18: Damocles, több szerző (ez az antológia tartalmazza a/z "Blood Oath, Broken Sword, Black Leviathan, Hunter's Snare"c. novellákat) (2015)
- 19: The World Engine, Ben Counter (2015)
- 20: Sanctus Reach, több szerző (ez az antológia tartalmazza a/z "Evil Sun Rising, Blood on the Mountain" c. novellákat és rövid történeteket) (2015)
- 21: Flesh Tearers, Andy Smillie (ez az antológia tartalmazza a/z "Flesh of Cretacia, Sons of Wrath, Trial by Blood"c. novellákat) (2016)
- 22: Blades of Damocles, Phil Kelly (2016)
- 23: The Plagues of Orath, több szerző (ez az antológia tartalmazza a/z "Plague Harvest, Engines of War, Armour of Faith"c. novellákat) (2016)
- 24: Crusaders of Dorn, Guy Haley (this anthology includes short stories) (2016)
- 25: Calgar's Siege, Paul Kearney (2016)
- 26: Storm of Damocles, Justin D. Hill (2016)
- 27: Tyrant of the Hollow Worlds, Mark Clapham (2016)
- 28: Shield of Baal, több szerző (ez az antológia tartalmazza a/z "Deathstorm, Tempestus, Devourer") (2017)
- 29: Scythes of the Emperor, L.J. Goulding (a kötet tartalmazza a "Slaughter at Giant's Coffin" c. regényt, illetve 5 rövid történetet) (2017)
- 30: The Eye of Ezekiel, C.Z. Dunn (2017)

#### Space Marine Legendssorozat
- Lemartes'  David Annandale (2015)
- Ragnar Blackmane, Aaron Dembski-Bowden (2016)
- Cassius, Ben Counter (2017)
- Shrike, George Mann (2017)
- Azrael, Gav Thorpe (2017)

#### Lords of the Space Marinessorozat
- Mephiston: Lord of Death, David Annandale (novella) (2013)
- Arjac Rockfist: Anvil of Fenris, Ben Counter (novella) (2014)
- Lemartes: Guardian of the Lost, David Annandale (regény) (2016)

#### Gyűjteményes kötet
- Armageddon, Aaron Dembski-Bowden (tartalmazza a Helsreach c. regényt, illetve a "Blood and Fire" c. novellát) (2013)
- Damnos, Nick Kyme (tartalmazza a "Fall of Damnos" c. regényt, illetve a "Spear of Macragge" c. novellát) (2013)
- The War for Rynn's World, Steve Parker és Mike Lee (tartalmazza a "Rynn's World" c. regényt, illetve a "Traitor's Gorge" c. novellát, s további rövid történeteket) (2014)
- War of the Fang, Chris Wraight (tartalmazza a "Battle of the Fang" c. regényt, illetve a "Hunt for Magnus" c. novellát) (2015)

### Space Marine Conquests

#### Regények
- 01: The Devastation of Baal, Guy Haley (2017)
- 02: The Ashes of Prospero, Gav Thorpe (2018)
- 03: War of Secrets, Phil Kelly (2018)
- 04: Of Honour and Iron, Ian St. Martin (2018)
- 05: Apocalypse, Josh Reynolds (2019)
- 06: Fist of the Imperium, Andy Clark (2020)

#### Space Marines Heroessorozat
- Blood Rite, Rachel Harrison (novella) (2019)

#### Egyéb történetek
- On Wings of Blood, több szerző (antológia) (2019)

### Űrfarkasok

#### Blood of Asaheimsorozat
- Blood of Asaheim, Chris Wraight (2013)
- Stormcaller, Chris Wraight (2014)

#### Ragnarsorozat
- Space Wolf, William King (1999)
- Ragnar's Claw, William King (2000)
- Grey Hunter, William King (2002)
- Wolfblade, William King (2003)
- Sons of Fenris, Lee Lightner (2007)
- Wolf's Honour, Lee Lightner (2008)

#### Sagas of the Space Wolvessorozat
- Sons of Russ (e-book antológia, válogatás a már megjelent rövid történetekből) (2012)

#### War Zone: Fenrissorozat
- Curse of the Wulfen, David Annandale (regény) (2016)

- Legacy of Russ I: The Lost King, Robbie MacNiven (rövid történet) (2016)
- Legacy of Russ II: The Young Wolf's Return, Robbie MacNiven (rövid történet) (2016)
- Legacy of Russ III: Lying in Flames, Robbie MacNiven (rövid történet) (2016)
- Legacy of Russ IV: The Broken Crown, Robbie MacNiven (rövid történet) (2016)
- Legacy of Russ V: Infurnace, Robbie MacNiven (rövid történet) (2016)
- Legacy of Russ VI: Wolf Trap, Robbie MacNiven (rövid történet) (2016)
- Legacy of Russ VII: The Wild King, Robbie MacNiven (rövid történet) (2016)
- Legacy of Russ VIII: Fate Unbound, Robbie MacNiven (rövid történet) (2016)

- Vox Tenebris, Robbie MacNiven (hangoskönyv (2016)

- Legacy of the Wulfen, David Annandale & Robbie MacNiven (tartalmazza a "Curse of the Wulfen" c. regényt, illetve a sorozat rövid történeteit) (2017)

#### Egyéb történetek
- Deathwolf (hangoskönyv) (2013)
- Hunter's Moon (hangoskönyv) (2013)

- Lukas the Trickster, Josh Reynolds (regény) (2018)

### T'au Birodalom
- Farsight: Crisis of Faith, Phil Kelly (1. rész) (2017)
- Farsight: Empire of Lies, Phil Kelly (2. rész) (2020)

### Ultragárdisták
Szerezte Graham McNeill – a történetek szorosan összefüggenek az Vasharcosok sorozattal.

#### regénysorozat
- Nightbringer (2002)
- Warriors of Ultramar (2003)
- Dead Sky Black Sun (2004)
- The Killing Ground (2008)
- Courage and Honour (2009)
- The Chapter's Due (2010)

#### Egyéb történetek
- Eye of Vengeance, Graham McNeill (hangoskönyv) (2012)

- Calgar's Fury, Paul Kearney (regény) (2017)
- Blood of Iax, Robbie MacNiven (regény) (2018)
- Knights Of Macragge, Nick Kyme (regény) (2019)

### Fehér Hegek
- Savage Scars, Andy Hoare (regény) (2011)
- The Last Hunt, Robbie MacNiven (regény) (2017)

### Igehirdetők
Szerezte Anthony Reynolds.

#### regénysorozat
- Dark Apostle (2007)
- Dark Disciple (2008)
- Dark Creed (2010)

### Egyéb megjelenések

#### Antológiák
- Into The Maelstrom, Marc Gascoigne és Andy Jones (1999)
- Dark Imperium, Marc Gascoigne és Andy Jones (2001)
- Deathwing, Neil Jones és David Pringle ( 2001)
- Words of Blood, Marc Gascoigne és Christian Dunn (2002)
- Crucible of War, Marc Gascoigne és Christian Dunn (2003)
- What Price Victory, Marc Gascoigne és Christian Dunn (2004)
- Bringers of Death, Marc Gascoigne és Christian Dunn (2005)
- Let The Galaxy Burn, Marc Gascoigne és Christian Dunn (2006)
- Tales from the Dark Millennium, Marc Gascoigne és Christian Dunn ( 2006)
- Planetkill, Nick Kyme és Lindsey Priestely (2008)
- The Book of Blood, Christian Dunn (2010), a könyv az alábbi címeket tartalmazza:
  - Space Hulk, Gav Thorpe
  - Crimson Night, James Swallow
  - The Blood of Angels, C.S. Goto
  - Heart of Rage, James Swallow
  - At Gaius Point, Aaron Dembski-Bowden
  - Blood Debt, James Swallow
- Fear The Alien, Christian Dunn (2010)
- The Space Marine Script Book, Christian Dunn (hangoskönyv kéziratok gyűjteménye) (2012)

##### Space Marinesantológia sorozat
- Heroes of the Space Marines, szerkesztette Nick Kyme és Lindsey Priestley (2009)
- Legends of the Space Marines, szerkesztette Christian Dunn (2010)
- Victories of the Space Marines, szerkesztette Christian Dunn (2011)
- Treacheries of the Space Marines, szerkesztette Christian Dunn (2012)

#### Hangoskönyvek
- Thunder from Fenris, Nick Kyme (2009)
- The Madness Within, Steve Lyons (2011)
- Mission: Purge, Gav Thorpe (2012)
- Perfection, Nick Kyme (2012)
- Chosen of Khorne, Anthony Reynolds (2012)
- Doomseeker, Nick Kyme (rövid e-hangoskönyv) (2012)

#### Lapozgatós könyvek
- Hive of the Dead, Christian Dunn (2011)
- Herald of Oblivion, Jonathan Green (2012)

#### Regények
- Űrgárdista, Ian Watson (1993)
- Eye of Terror, Barrington J. Bayley (1999)
- Pawns of Chaos, Brian Stableford (2001)
- Farseer, William King (2002)
- Angels of Darkness, Gav Thorpe (2003)
- Daemon World, Ben Counter (2003)
- Fire Warrior, Simon Spurrier (2003)
- Iron Hands, Jonathan Green (2004)
- Lord of the Night, Simon Spurrier (2005)
- Eldar Prophecy, Cassern S. Goto (2007)
- Relentless, Richard Williams (2008)
- Assault on Black Reach, Nick Kyme (2008)
- Space Hulk: The Novel, Gav Thorpe (2009)
- Sons of Dorn, Chris Roberson (2010)

#### Rövid e-könyvek
- For The Fallen, Aaron Dembski-Bowden (2012)
- Kill Hill, Dan Abnett (2012)
- The Weakness of Others, Laurie Goulding (2012)
- All is Dust, John French (2012)
- Evil Eye, David Annandale (2012)
- Eclipse of Hope, David Annandale (2012)

#### Hammer and Boltertörténetek
A Hammer and Bolter egy Black Library által kiadott, csak online elérhető havi magazin volt, mely 2010 október és 2012 novembere között jelent meg. A magazin rövid történeteket, regény kivonatokat, illetve írott, vagy hangoskönyv formában novella sorozatokat jelentetett meg.
- Hunted, John French (4. szám)
- Action & Consequence, Sarah Cawkwell (5. szám)
- Tower of Blood, Tony Ballantyne (6. szám)
- Flesh, Chris Wraight (7. szám)
- Cause and Effect, Sarah Cawkwell (8. szám)
- A Commander Shadow, Braden Campbell (8. szám)
- The Arkunasha War, Andy Chambers (9. szám)
- We Are One, John French (10. szám)
- Bitter End, Sarah Cawkwell (12. szám - 2011 október)
- Aenarion, Gav Thorpe (12. szám - 2011 október)
- The Inquisition, Ben Counter (12. szám - 2011 október)
- Reparation, Andy Smillie (13. szám)
- Lesser Evils, Tom Foster (13. szám)
- Hunted, Braden Campbell (13. szám)
- In the Shadow of the Emperor, Chris Dows (14. szám)
- The Pact, Sarah Cawkwell (15. szám)
- The Shadow in the Glass, Steve Lyons (16. szám)
- Vermilion, Ben Counter (17. szám)
- Irixa, Ben Counter (19. szám)
- In Hrondir's Tomb, Mark Clapham  (20. szám)
- The Shadow of the Beast , Laurie Goulding (21. szám)
- The Mouth of Chaos, Chris Dows (22. szám)
- Tyrant's Chosen, Sarah Cawkwell (23. szám)
- The Rite of Holos, Guy Haley (24. szám)

#### Inferno!történetek
Az Inferno! egy 1997 július és 2005 január között, két havonta megjelenő, Black Library magazin volt.
- Altar of Cyrene, Lucien Soulban (45. szám) (2004 nov-dec.)